# Francesco Soliano
Francesco Soliano (Mede, 22 settembre 1924 – 3 ottobre 2012) è stato un politico italiano, eletto nelle liste del Partito Comunista Italiano alla Camera dei deputati per due legislature e al Senato della Repubblica per una legislatura.
È stato anche sindaco di Vigevano e Mede.